# Голодюк, Олег Юрьевич
Оле́г Юрьевич Голодю́к (укр. Олег Юрійович Голодюк; род. 2 января 1988, Собещицы, Ровенская область) — украинский футболист, полузащитник. Выступал за молодёжную сборную Украины.

## Клубная карьера
Родился в селе Собещицы. Первые шаги в футболе делал в кузнецовском клубе «Изотоп» (тренеры — Богдан Поточняк, Владимир Вильчинский и Борис Коток). В соревнованиях под эгидой ДЮФЛУ провёл 68 матчей, забил 11 мячей.
В 2005 году попал в «Карпаты». В «Карпатах-2» дебютировал 31 июля 2006 года, всего провёл 36 игр и забил 4 гола. В составе дублёров «Карпат» провёл 48 игр и забил 9 мячей. В основной команде дебютировал 26 мая 2007 года в матче «Арсенал» — «Карпаты» (1:0). С 2014 года капитан «Карпат». Летом 2015 года продлил контракт с клубом. В июле 2016 года контракт Голодюка с «Карпатами» закончился и он покинул команду на правах свободного агента.
Его новой командой стала полтавская «Ворскла». Контракт с клубом был подписан по системе «1+1». Проведя в «Ворскле» полгода Голодюк покинул команду. Покинув клуб Голодюк заявлял о задолженности клуба перед ним пятимесячной зарплаты.
Покинув Полтаву футболист вернулся в «Карпаты», подписав полуторагодичный контракт. В июне 2018 года по истечении контракта Голодюк отказался подписывать новый контракт и объявил об уходе из команды. Несмотря на это вначале следующего месяца футболист отравился на сборы вместе с «Карпатами», а вскоре стало известно о подписании нового годичного контракта с клубом.
В январе 2019 года стал игроком венгерского «Халадаша». По итогам сезона 2018/19 команда заняла последнее 12 место в чемпионате и вылетела из высшей лиги.
Летом 2019 года перешёл в другой венгерский клуб «Залаэгерсег», подписав контракт по схеме «1+1». В январе 2020 года покинул команду.

## Карьера в сборной
Провёл 4 матча за юношеские сборные разных возрастных категорий. В составе сборной до 19 лет: 4 матча.
Дебют в молодёжной сборной Украины состоялся 5 февраля 2008 года в товарищеском матче против Швеции (0:1). Участник молодёжного чемпионата Европы 2011 года в Дании, где Украина не смогла выйти из группы.

## Статистика
| Сезон   | Клуб            | Лига                 | Чемпионат | Чемпионат | Кубок | Кубок | Дубль | Дубль | Еврокубки | Еврокубки |
| Сезон   | Клуб            | Лига                 | Игры      | Голы      | Игры  | Голы  | Игры  | Голы  | Игры      | Голы      |
| ------- | --------------- | -------------------- | --------- | --------- | ----- | ----- | ----- | ----- | --------- | --------- |
| 2005/06 | Карпаты-2       | Вторая лига Украины  | 25        | 1         | —     | —     | —     | —     | —         | —         |
| 2006/07 | Карпаты-2       | Вторая лига Украины  | 9         | 1         | —     | —     | —     | —     | —         | —         |
| 2007/08 | Карпаты-2       | Вторая лига Украины  | 2         | 2         | —     | —     | —     | —     | —         | —         |
| 2006/07 | Карпаты (Львов) | Премьер-лига Украины | 2         | 0         |       |       | 19    | 3     | —         | —         |
| 2007/08 | Карпаты (Львов) | Премьер-лига Украины | 2         | 0         |       |       | 25    | 6     | —         | —         |
| 2008/09 | Карпаты (Львов) | Премьер-лига Украины | 18        | 1         |       |       | 5     | 0     | —         | —         |
| 2009/10 | Карпаты (Львов) | Премьер-лига Украины | 21        | 3         | 2     | 0     |       |       | —         | —         |
| 2010/11 | Карпаты (Львов) | Премьер-лига Украины | 18        | 4         | 1     | 0     |       |       | 6         | 1         |
| 2011/12 | Карпаты (Львов) | Премьер-лига Украины | 18        | 1         | 4     | 0     | 1     | 0     | 2         | 0         |
| 2012/13 | Карпаты (Львов) | Премьер-лига Украины | 19        | 1         | 1     | 0     | 1     | 0     | —         | —         |
| 2013/14 | Карпаты (Львов) | Премьер-лига Украины | 22        | 0         | 2     | 0     | 1     | 0     | —         | —         |
| 2014/15 | Карпаты (Львов) | Премьер-лига Украины | 25        | 1         | 3     | 1     |       |       | —         | —         |
| 2015/16 | Карпаты (Львов) | Премьер-лига Украины | 23        | 2         | 1     | 0     |       |       | —         | —         |
| 2016/17 | Ворскла         | Премьер-лига Украины | 7         | 0         | 1     | 0     | 1     | 0     | 1         | 0         |
| 2016/17 | Карпаты (Львов) | Премьер-лига Украины | 6         | 0         |       |       |       |       | —         | —         |
| 2017/18 | Карпаты (Львов) | Премьер-лига Украины | 20        | 1         |       |       |       |       | —         | —         |
| 2018/19 | Карпаты (Львов) | Премьер-лига Украины | 5         | 0         | 1     | 1     |       |       | —         | —         |
| 2018/19 | Халадаш         | Чемпионат Венгрии    | 10        | 1         | 2     | 0     |       |       | —         | —         |
| 2019/20 | Залаэгерсег     | Чемпионат Венгрии    | 2         | 0         |       |       |       |       | —         | —         |